# Distretto di Çine
Il distretto di Çine (in turco Çine ilçesi) è uno dei distretti della provincia di Aydın, in Turchia.